# Intihuatana antarctica
Intihuatana antarctica är en spindelart som först beskrevs av Simon 1902.  Intihuatana antarctica ingår i släktet Intihuatana och familjen panflöjtsspindlar. Inga underarter finns listade i Catalogue of Life.